# Ruta Estatal de California 145
La Ruta Estatal de California 145, y abreviada SR 145 (en inglés: California State Route 145) es una carretera estatal estadounidense ubicada en el estado de California. La carretera inicia en el Sur desde la SR 33  , I 5   en Coalinga hacia el Norte en la SR 41     cerca de Friant. La carretera tiene una longitud de 107,8 km (67 mi).

## Mantenimiento
Al igual que las autopistas interestatales, y las rutas federales y el resto de carreteras estatales, la Ruta Estatal de California 145 es administrada y mantenida por el Departamento de Transporte de California por sus siglas en inglés Caltrans.

## Cruces
La Ruta Estatal de California 145 es atravesada principalmente por la  SR 180  SR 99   en Kerman y Madera.
| Condado | Localidad   | Miliario | Destinos                                                                     | Notas                             |
| --- | ----------- | -------- | ---------------------------------------------------------------------------- | --------------------------------- |
| Fresno FRE 0.00-R41.28 |             | 0.00     | SR 33 Sur (Fresno-Coalinga Road) – Coalinga                                  | Continuación más allá de la I-5   |
| Fresno FRE 0.00-R41.28 |             | 0.00     | I 5 SR 33 Norte – Sacramento, Los Ángeles, Mendota                           | Interchange                       |
| Fresno FRE 0.00-R41.28 | Five Points | 13.21    | SR 269 Sur (Lassen Avenue) / Mount Whitney Avenue – Huron, Avenal, Riverdale |                                   |
| Fresno FRE 0.00-R41.28 |             | 17.27    | Elkhorn Avenue – Burrel                                                      |                                   |
| Fresno FRE 0.00-R41.28 |             | 20.65    | Colorado Avenue – San Joaquín, Tranquillity                                  |                                   |
| Fresno FRE 0.00-R41.28 |             | 26.09    | Manning Avenue – San Joaquín                                                 |                                   |
| Fresno FRE 0.00-R41.28 | Kerman      | 35.15    | SR 180 (Whitesbridge Road) – Fresno, Mendota                                 |                                   |
| Fresno FRE 0.00-R41.28 |             | 40.17    | Shaw Avenue – Biola                                                          |                                   |
| Madera MAD 0.00-25.46 |             | 7.06     | Avenue 12                                                                    |                                   |
| Madera MAD 0.00-25.46 | Madera      | 9.08     | SR 99 – Sacramento, Fresno                                                   | Interchange                       |
| Madera MAD 0.00-25.46 | Madera      | 9.32     | · SR-Bus 99 Sur (Gateway Drive south) SR 99 Sur – Fresno                     | Extremo Sur de la SR 99 Bus.      |
| Madera MAD 0.00-25.46 | Madera      | 9.68     | Gateway Drive north (SR 99 Bus. norte), Yosemite Avenue                      | Extremo Norte de la SR 99 Bus.    |
| Madera MAD 0.00-25.46 | Madera      | 11.02    | Cleveland Avenue, Tozer Street                                               |                                   |
| Madera MAD 0.00-25.46 |             | 25.46    | SR 41 – Bass Lake, Yosemite, Fresno                                          |                                   |
| Madera MAD 0.00-25.46 |             | 25.46    | Road 145 – Millerton Lake                                                    | Continuación más allá de la SR 41 |
| 1.000 mi = 1.609 km; 1.000 km = 0.621 mi Cerrada/Antigua • Terminal concurrente • Acceso incompleto • Propuesta/Sin abrir |             |          |                                                                              |                                   |